# زوران يوفانوفيتش (كرة سلة)
زوران يوفانوفيتش (بالسيريلية الصربية: Зоран Јовановић) مواليد 25 مايو 1965 في بلغراد، جمهورية صربيا الاشتراكية، هو لاعب كرة سلة صربي معتزل. حقق المركز الأول في بطولة كأس العالم لكرة السلة 1990.

## المسيرة الاحترافية
لعب مع نادي ريد ستار لكرة السلة من سنة 1987 إلى 1993، ثم لعب مع نادي سرقسطة لكرة السلة في الدوري الإسباني في موسم 1993–1994، ثم لعب مع نادي بودوشنوست لكرة السلة في موسم 1997–1998.

## الميداليات
| الميدالية | المسابقة                         |
| --------- | -------------------------------- |
| ذهبية     | بطولة كأس العالم لكرة السلة 1990 |
| ذهبية     | بطولة أمم أوروبا لكرة السلة 1991 |

## روابط خارجية
- زوران يوفانوفيتش على موقع الاتحاد الدولي لكرة السلة (الإنجليزية)
- زوران يوفانوفيتش على موقع الدوري الإسباني لكرة السلة (الإسبانية)
- زوران يوفانوفيتش على موقع كرة السلة الأوروبية.كوم (الإنجليزية)
- زوران يوفانوفيتش على موقع كلية كرة السلة في سبورتس رفرنس.كوم (الإنجليزية)
- زوران يوفانوفيتش على موقع بروبوليرز (الإنجليزية)